# Myélinogénèse
La myélinogénèse est le processus de synthèse de la myéline. Elle est à distinguer de la myélinisation des axones. Le processus de myélinogénèse est un produit du métabolisme enzymatique des cellules de Schwann qui entourent les axones neuronaux.
La synthèse de la sphingomyéline nécessite le transfert enzymatique d'un groupe phosphocholine d'une phosphatidylcholine vers une ceramide. La première étape de la synthèse de sphinomyeline nécessite la condensation d'une L-serine et de palmitoyl-CoA. 
Réaction catalysée par une serine palmitoyltransferase. Le produit de cette réaction est réduit, donnant une dihydrosphingosine. 
Un processus dit "N-acylation" donnera par désaturation une ceramide. 
Chacune de ces réactions enzymatiques ont lieu à la surface cytosolique du reticulum endoplasmique. Le produit de réaction sera ensuite transporté vers l'appareil de Golgi, où il sera converti en sphingomyèline.